# Gaston Gilabert Viciana
Gaston Gilabert Viciana   (Reus, 1985) és un filòleg i professor universitari a la Universitat de Barcelona, on imparteix classes d'història de la literatura i del teatre. Està especialitzat en l'art dramàtic dels segles XVI i XVII, tema sobre el qual ha impartit conferències per tot el món, a propòsit d'autors com Lope de Vega, Cervantes, Fontanella, Moreto, Bances Candamo o Borguny. També ha tractat temes de teatre contemporani amb relació a autors com José Sanchis Sinisterra, Sergi Belbel o Josep Maria Miró.
És autor de més d'una cinquantena de publicacions, entre les quals es troba l'article pel qual va donar a conèixer el seu descobriment d'un manuscrit vinculat amb Lope de Vega. Quant als seus llibres, destaquen Música y poesía en las comedias de Bances Candamo (2017), Entre nalgas protegido: escatología y contracultura del Humanismo al Barroco (2021) i El encanto de los dioses: mito, poesía y música en el teatro de Lope de Vega (2021). Finalment, en l'àmbit de l'edició crítica de textos (amb introducció i notes), destaca la seva edició de Vida y muerte de san Cayetano] (2020), comèdia sobre la vida de Cayetano de Thiene, escrita en col·laboració per sis dramaturgs del segle xvii.
Tanmateix, Gilabert compagina la seva tasca com a professor universitari i investigador amb l'escriptura creativa i la direcció escènica: format a la Sala Beckett, és autor de més d'una dotzena d'obres dramàtiques, ha dirigit més de vint-i-cinc peces i, des del 2011, dirigeix METADRAMA, l'Aula de Recerca Teatral de la Universitat de Barcelona. Amb aquesta i altres companyies, muntatges que ha escrit o dirigit s'han vist en sales de Barcelona (Teatre Poliorama, Sala Beckett, Sala Fènix, L’Autèntica, Institut d’Estudis Catalans), de Manresa (Teatre Kursaal), Terrassa (Teatre Alegria), Vilafranca del Penedès (Auditori), etc.
El seu vincle amb el teatre universitari va començar en 2006. Entre 2014 i 2018 va ser president de la Federació Espanyola de Teatre Universitari.